# وارتوهی روشانیان
وارتوهی هراچیکی روشانیان (ارمنی: Վարդուհի Հրաչիկի Ռուշանյան؛  زادهٔ ۱۹ مارس ۱۹۵۵) بازیگر اهل ارمنستان است.

## زندگی‌نامه
وی در ۱۹ مارس ۱۹۵۵ در ایروان به دنیا آمد و از دانشگاه دولتی علوم پرورشی خاچاطور آبوویان ارمنستان فارغ‌التحصیل گشت. همچنین برندهٔ جوایزی همچون هنرمند افتخاری جمهوری ارمنستان شده‌است.

## گزیده فیلمشناسی
از فیلم‌ها یا برنامه‌های تلویزیونی که وی در آن نقش داشته‌است می‌توان به بخش ویژه اشاره کرد.